# 박세웅 (1996년)
박세웅(朴世雄, 1996년 5월 10일~)은 전 KBO 리그 삼성 라이온즈의 투수인데 동명이인인 전 NC 포수 박세웅과 청주고등학교 선후배 사이지만 3년 차이라 같이 고교 생활을 한 적이 없었다.

## SK 와이번스시절
2015년에 입단하였다.

## 삼성 라이온즈시절
2018년 KBO 리그 2차 드래프트를 통해 이적하였다. 2021년 8월 11일 두산 베어스와의 경기에 구원 등판하며 데뷔 첫 경기를 치렀고, 경기에서 0.2이닝 1실점(비자책)을 기록했다. 2023년 시즌 후 방출됐다.

## 출신 학교
- 서울학동초등학교(전학)→대해초등학교
- 포항중학교
- 청주고등학교

1. ↑  김기준 (2011년 9월 20일). “[프로야구]청주고 박세웅 NC 안방마님 "넘보지마!"”. 뉴시스. 2024년 9월 1일에 확인함.